# Yucatán (Halbinsel)
Yucatán (auf Mayathan früher Yucal Peten, auch Mayab „Land der Maya“), deutsch auch Yukatan, ist eine Halbinsel Nordamerikas, die den Golf von Mexiko vom Karibischen Meer trennt. Der nördliche Teil gehört politisch zu Mexiko, verteilt auf die drei Bundesstaaten Yucatán, Campeche und Quintana Roo. Der Süden gehört zu Guatemala und Belize. Der östlichen Küste der Halbinsel vorgelagert ist Cozumel, die drittgrößte Insel Mexikos.
Das Klima ist tropisch und heiß. Im feuchten Süden machen Regenwälder einen großen Teil der Vegetation aus. Im mittleren Teil dominiert dichter Wald. Bis auf wenige Hügel im Süden ist das Gebiet sehr flach. Im Kalksteinboden sind oft wassergefüllte Einbrüche (Cenotes) zu finden. Nach Norden hin wird das Klima immer trockener. Yucatán ist hurrikangefährdet.

## Etymologie
Eine verbreitete Namenserklärung ist ein angebliches Missverständnis zwischen neu angekommenen Spaniern und einheimischen Maya. Die Spanier fragten, wie dieses Land heiße, und die Maya antworteten: Yuk ak katán (oder Ma’ k u’uyik a t’àani’), was so viel heißt wie: „Ich verstehe deine Sprache nicht“. (Siehe auch Name des Kängurus).
Auch Nahuatl wird als Ursprungssprache des Namens herangezogen, da in dieser Sprache -tlan eine häufige Ortsnamensendung ist. Yuhcatla wird in Simeons Wörterbuch der Sprache Nahuatl als „verlassener Ort“ übersetzt. Molinia übersetzt yuc mit „zu den anderen gehörig“. Es könnte sich aber auch um ein Lehnwort handeln, das sich auf die Yucca-Pflanze bezieht. Andere führen Yucatán auf das Nahuatl-Wort Yokatlān zurück, das „Ort des Reichtums“ bedeutet.
Im Chilam Balam wird der Name Yucal Peten für das heutige Yucatán erwähnt. Die Bedeutung des Namens kann erklärt werden mit u (Kragen), cal („Hals“) und peten (Insel, Provinz, Region, vgl. Petén, von pet „rund“), also Yucal Peten „Hals-Region“ oder „Hals-Insel“ im Sinne von „Halbinsel“. Es ist jedoch unklar, ob der spanische Name Yucatán denselben Ursprung hat. Bei Yucal Petén kann es sich auch um eine Maya-Volksetymologie des von den Spaniern verwendeten Namens Yucatán handeln.

## Naturraum

### Klima
Der durchschnittliche Anteil an Regentagen pro Monat variiert von 7 Prozent im April bis zu 25 Prozent im Oktober. Brisen können einen kühlenden Effekt haben; die Luftfeuchtigkeit ist generell hoch, besonders in den Regenwäldern. Heftige Stürme können das ganze Jahr über auftreten. Obwohl diese Stürme schwere Regenfälle und Winde mit sich bringen, sind sie vorwiegend kurzlebig, und der Sturm flacht nach ca. einer Stunde wieder ab.
Wie der Großteil der Karibik liegt auch Yucatán im atlantischen Hurrikan-Gürtel, und aufgrund der Ebenheit der Landfläche ist die Halbinsel gefährdet. Die Atlantische Hurrikansaison 2005 wirkte sich negativ auf den Tourismus aus, denn es wüteten zwei Hurrikans der Stufe 5, Hurrikan Emily und Hurrikan Wilma. Die Atlantische Hurrikansaison 2006 war typisch, denn Yucatán blieb unversehrt, aber in der folgenden Hurrikansaison überquerte Hurrikan Dean die Halbinsel. Es gab jedoch einen vergleichsweise geringen Schaden, der sich auf eine große Flut belief.

### Vegetation

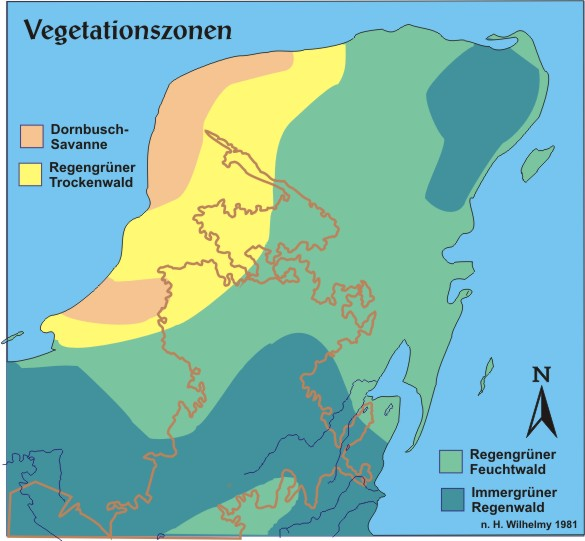
Bewuchs von Yucatán

Tropische Dschungel stellen die vorherrschende Vegetationsart Yucatáns dar. An den Grenzen zu Nordguatemala (El Petén), Mexiko (Campeche und Quintana Roo) und Westbelize stehen die größten zusammenhängenden Gebiete tropischen Regenwalds in Mittelamerika. Diese Wälder sind jedoch durch die extensive Abholzung gefährdet. In Richtung Nordwesten nimmt der jährliche Niederschlag stark ab, der Bewuchs ist (ohne Berücksichtigung der Kultivierung) Trockenwald und im äußersten Nordwesten eine Savanne und steppenartige Landschaft.

### Wasservorkommen
Wegen der extrem kargen Landschaft finden sich im nördlichen Teil der Halbinsel keine Flüsse. An Stellen, an denen es Seen und Sümpfe gibt, ist das Wasser schlammig und nicht genießbar. Da Yucatán eine Halbinsel ist, ist ihre gesamte Unterseite von einer zusammenhängenden dichten grundwasserführenden Schicht, der Süßwasserlinse, bedeckt. Süßwasser ist leichter als Salzwasser, weshalb sich dieses über der salzhaltigen Schicht befindet. Die tausendfach vorhandenen Kalksteinlöcher, die Cenoten, die in der gesamten Region verbreitet sind, bieten Zugang zum Grundwasser und auch die Maya nutzen damals wie heute das in den Cenoten vorhandene Süßwasser.
Erwähnenswert ist die rund 2500 km² große Laguna de Términos, die mit dem Golf von Mexiko in Verbindung steht.

### Geologie

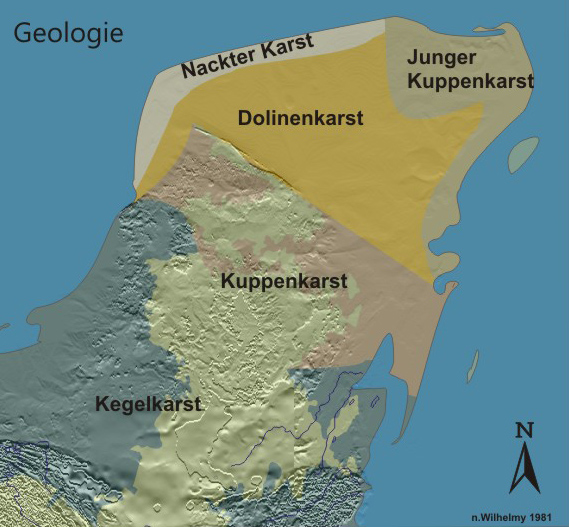
Geologie von Yucatán

Die Halbinsel stellt den offenen Teil der eigentlich größeren Landmasse Yucatáns dar, die aus Karbonatgesteinen, also durch Wasser löslichen Gesteinen wie Kalkstein und in manchen Bereichen auch aus Dolomit und Evaporite besteht. Die Gesamtfläche der Halbinsel Yucatán ist eine freiliegende, flache und verkarstete Landschaft. Die für die Halbinsel typischen schachtartigen Einbrüche im Kalkstein werden Cenoten genannt und sind besonders im nördlichen Flachland weitverbreitet.
Der Alvarez-Hypothese nach wurde das Aussterben der Dinosaurier zwischen dem Übergang von der Kreidezeit ins Paläogen vor 66 Millionen Jahren verursacht durch einen Asteroideneinschlag im Karibischen Meer (KT-Impakt). Der tiefliegende Chicxulub-Krater an der Nordküste liegt nahe der Stadt Chicxulub. Der heutzutage bekannte „Cenotenring“ begrenzt eine der Schockwellen dieses Einschlags in das Gestein, das ca. 66 Millionen Jahre alt ist.

## Geschichte

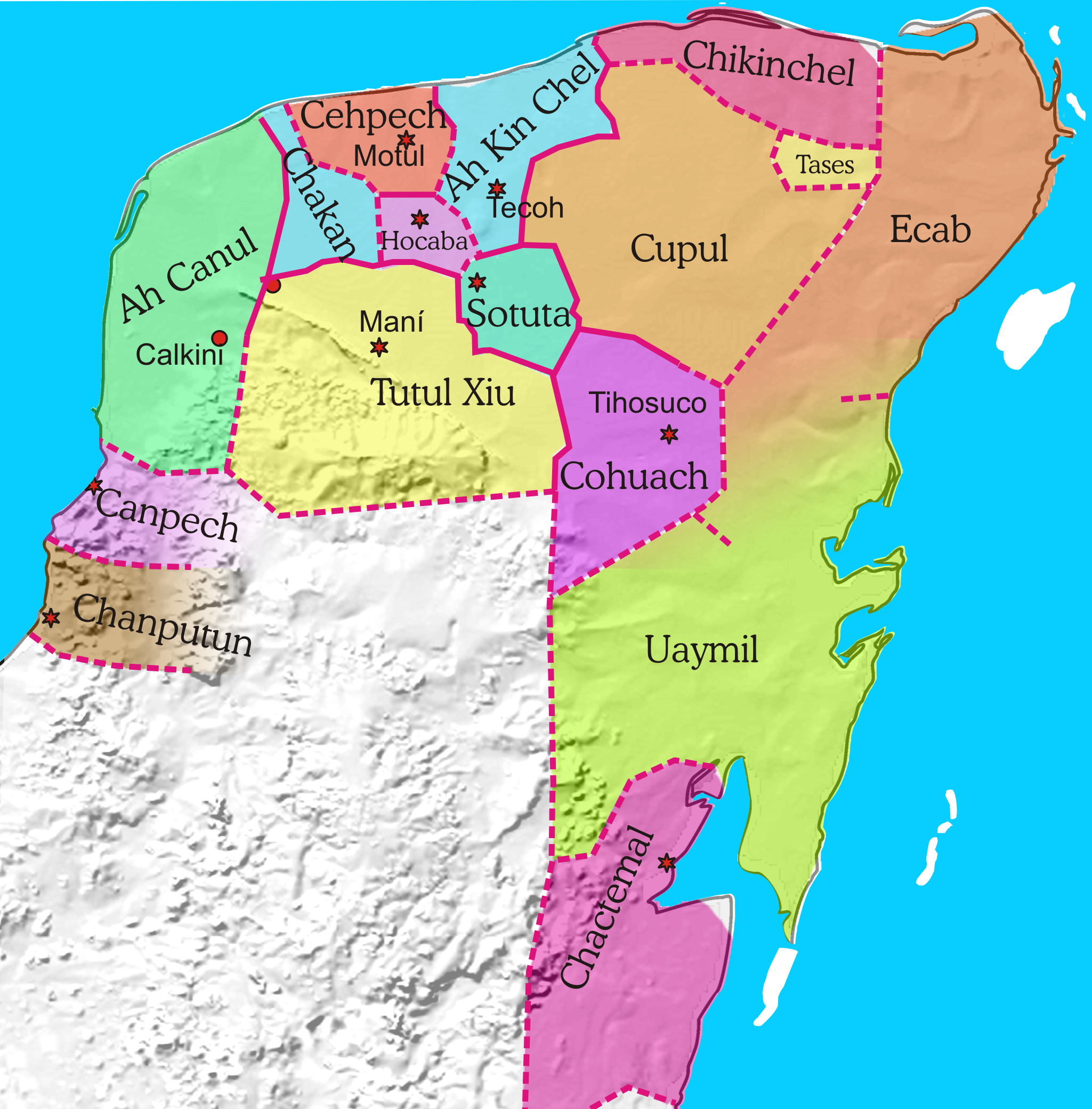
Politische Gliederung um 1500

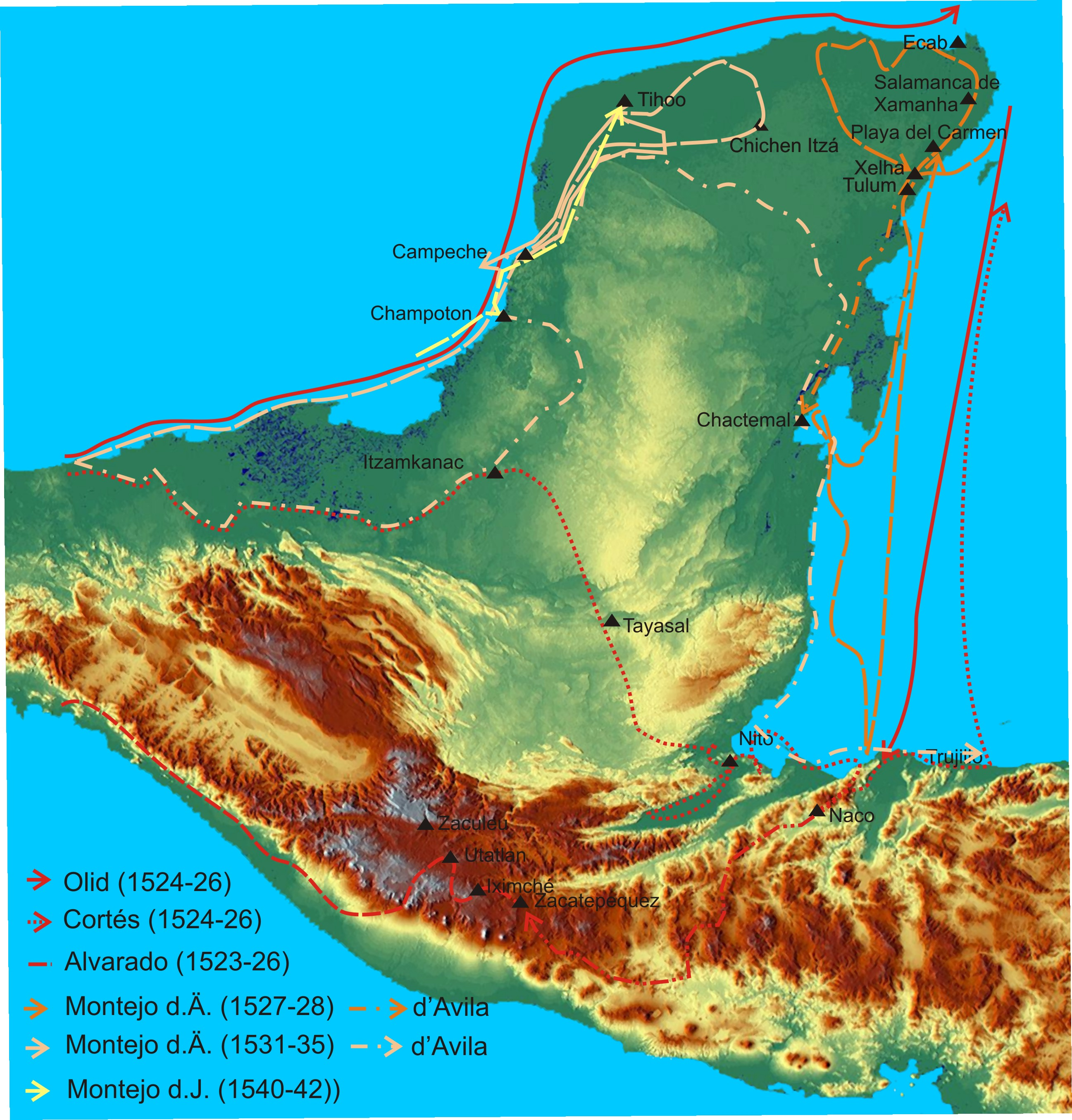
Spanische Erkundung und Eroberung Yucatáns

Vom 4. bis 10. Jahrhundert war Yucatán Zentrum der indigenen Maya-Kultur, die unzählige archäologische Stätten hinterlassen hat. Die bekanntesten sind Chichén Itzá, Uxmal, Tulum und Edzná.
Ab dem 12. Jahrhundert zeichnete sich eine Aufgliederung in mehrere unabhängige politische Einheiten ab, die zum Teil miteinander in Fehde lagen (siehe Cuchcabal).
Europas Einfluss auf die Region begann zwischen 1517 und 1518. Erstmals erreichte Francisco Hernández de Córdoba 1517 die Küste bei Cabo Catoche, ihm folgte Juan de Grijalva 1518. Die Eroberung Yucatáns begann 1527 mit Francisco de Montejo d. Ä., der seine Hauptstadt in Tho, dem heutigen Mérida, aufschlug, das 1542 unter spanische Kontrolle gekommen war, fand aber erst 1547 ihren Abschluss. Die Verwaltung dieses Gebietes wechselte oft zwischen Neuspanien (dem heutigen Mexiko) und Guatemala, bis es sich 1822 dem neuen Staat Mexiko anschloss.
In den 1840er Jahren existierte auf dem Gebiet der Halbinsel der unabhängige Staat Republik Yucatán. Im Jahr 1847 brach der „Kastenkrieg“ (Guerra de Castas) aus. Die indigene Maya-Bevölkerung erhob sich, was im Jahr 1848 dazu führte, dass der spanisch-kreolische Bevölkerungsanteil in Yucatán weitgehend vertrieben wurde. Verschont blieben lediglich die befestigten Städte Mérida und Campeche. Die Regierung von Yucatán richtete ein Hilfegesuchen an den mexikanischen Präsidenten und stimmte als Gegenleistung der Wiedervereinigung mit Mexiko zu. 
In den folgenden Jahren kam es immer wieder zu kleineren und größeren militärischen Auseinandersetzungen zwischen der yukatanischen Regierung und den aufständischen Maya. Erst im Jahr 1901 eroberte die mexikanische Armee den Maya-Hauptstützpunkt Chan Santa Cruz. Einzelne Maya-Gruppen führten den Kampf jedoch bis in die 1930er Jahre weiter. 
1857 wurde der westliche Teil des  Bundesstaates Yucatán abgetrennt und als eigener Bundesstaat Campeche organisiert. 1902 wurde im Zusammenhang mit der Bekämpfung der aufständischen Maya Quintana Roo als zentral verwaltetes Territorium abgetrennt; es wurde erst 1974 in den Rang eines Bundesstaates erhoben.

## Einwohner
Yucatán besteht zu einem erheblichen Anteil aus dem ehemaligen Maya-Flachland (obwohl die Kultur der Maya sich auch in Richtung Süden ausbreitete, bis zum heutigen Guatemala, nach Honduras und ins Hochland Chiapas). Über die ganze Halbinsel verteilt gibt es archäologische Stätten der Maya, die bekanntesten davon sind Chichén Itzá, Tulum und Uxmal. Die einheimischen Mayastämme und die Mestizen als eine Abstammung der Maya bilden immer noch einen beträchtlichen Anteil der Bevölkerung in der Region, und Mayathan wird noch in vielen Gebieten gesprochen.

## Wirtschaft

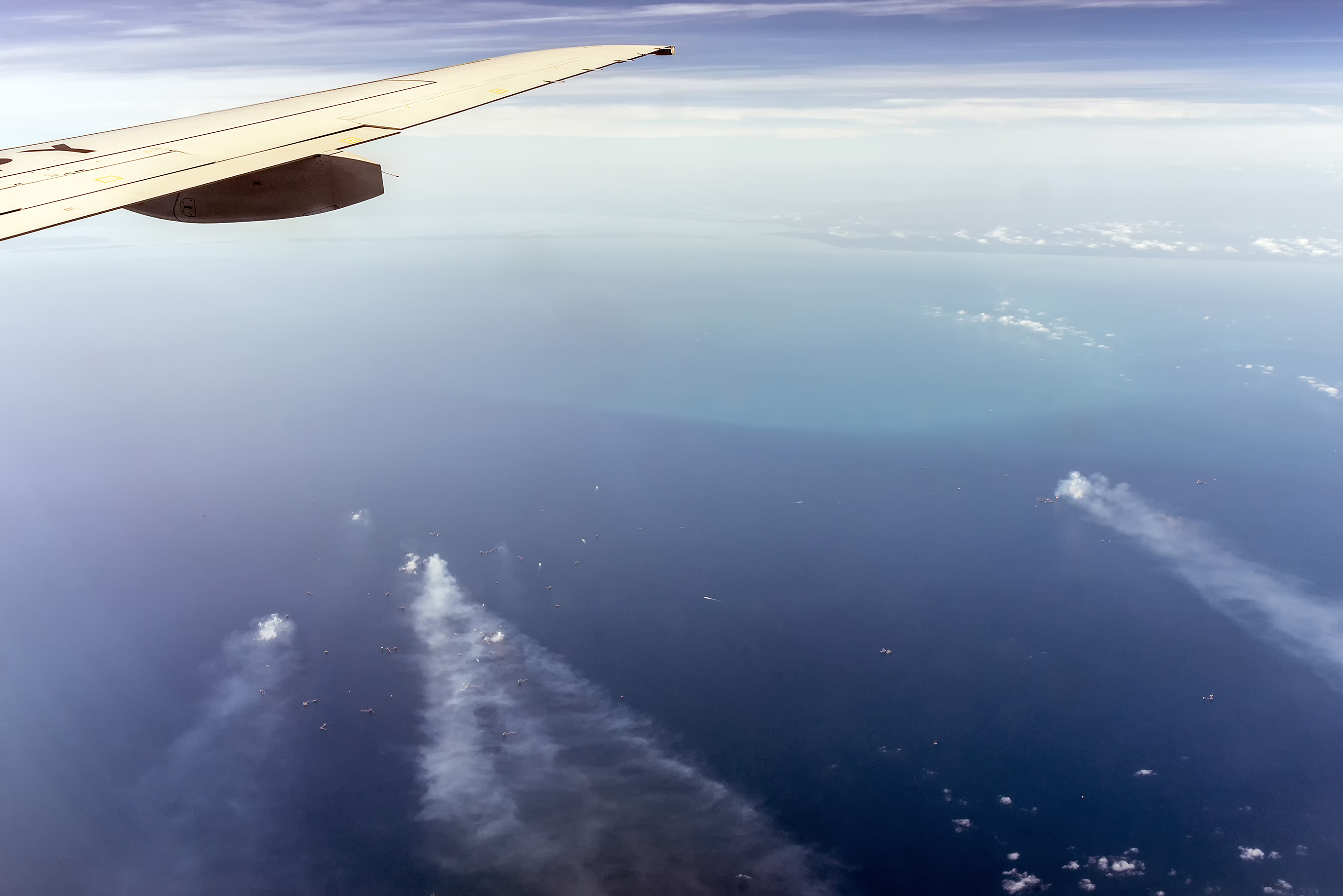
Ölfeld Cantarell

In den späthistorischen und frühen Jahren der Moderne bestand die Wirtschaft der Einwohner aus Rinderzucht, Abholzung und der Produktion von Chicle und Henequen. Seit dem Rückgang vom Handel mit Chicle und Henequen in den 1970er Jahren begannen die Yucataner ihre Wirtschaft in Richtung Tourismus umzuorientieren. Das kann man besonders im mexikanischen Staat Quintana Roo erkennen.
Cancún, ehemals ein kleines Fischerdorf, das im Nordosten der Halbinsel liegt, entwickelt sich nun wirtschaftlich. Die Riviera Maya erstreckt sich entlang der Ostküste zwischen Cancún und Tulum. Millionen Touristen kommen jedes Jahr in diese Gegend. Die bekanntesten Sehenswürdigkeiten hier sind beispielsweise die ehemalige Fischerstadt Playa del Carmen, die Stadt Campeche, die Freizeitparks Xcaret und Xel-Há und die Ruinen der Maya Tulum und Cobá.